# André Messager
André Charles Prosper Messager (tiếng Pháp: [mɛsaʒe]; 30 tháng 12 năm 1853 - 24 tháng 2 năm 1929) là một nhà soạn nhạc, nghệ sĩ organ, nghệ sĩ piano và nhạc trưởng người Pháp. Các tác phẩm của ông bao gồm tám vở ba lê và ba mươi vở opéra comique, opérettes và các tác phẩm sân khấu khác, trong đó vở ba lê Les Deux Pigeons (1886) và vở opéra comique Véronique (1898) đã tạo được thành công lâu dài; các tác phẩm Les P'tites Michu (1897) và Monsieur Beaucaire (1919) cũng được quốc tế ưa chuộng.
Messager đã cầm cây đàn piano khi còn nhỏ và sau đó học tập sáng tác cùng với những người khác, Camille Saint-Saëns và Gabriel Fauré. Ông trở thành một nhân vật chính trong đời sống âm nhạc của Paris và sau này là London, cả với tư cách là nhạc trưởng và nhà soạn nhạc. Nhiều tác phẩm ở Paris của ông cũng được sản xuất ở West End và một số ở Broadway; trong đó thành công nhất đã có ấn tượng lâu dài và nhiều lần diễn lại trên quốc tế. Ông đã viết hai tác phẩm opera bằng tiếng Anh, và sản phẩm sau này của ông bao gồm các vở nhạc hài kịch cho Sacha Guitry và Yvonne Printemps.
Là một nhạc trưởng, Messager giữ các vị trí nổi bật ở Paris và London, đứng đầu đoàn Opéra-Comique, Paris Opéra, Orchester de la Société des Concerts du Conservatoire - dàn nhạc giao hưởng của Hội Nhạc viện và Nhà hát Opera Hoàng gia Anh, Covent Garden. Mặc dù là một nhà soạn nhạc, ông được biết đến chủ yếu nhờ các công việc đơn giản của mình, với tư cách là một nhạc trưởng, ông đã trình bày một loạt các vở opera, từ Mozart đến Richard Strauss, và ông đã nổi tiếng như là một nhạc trưởng cho Wagner. Tại Paris, ông đã thực hiện các buổi ra mắt thế giới cho Pelléas et Mélisande của Debussy, Grisélidis của Massenet's và opera Louise của Charpentier. Tại Covent Garden, ông đã cho ra mắt các vở opera của Saint-Saëns và Massenet tại Anh.
Âm nhạc của Messager được biết đến với âm điệu du dương và hòa tấu độc đáo, sự khéo léo trong biểu diễn, và sự thanh lịch và duyên dáng đặc trưng của Pháp. Mặc dù hầu hết các tác phẩm của ông được diễn lại không thường xuyên, nhưng các nhà sử học âm nhạc coi ông là nhân vật chính cuối cùng trong giới opéra comique và opérette của Pháp.